# Lista de aves de Santana de Parnaíba

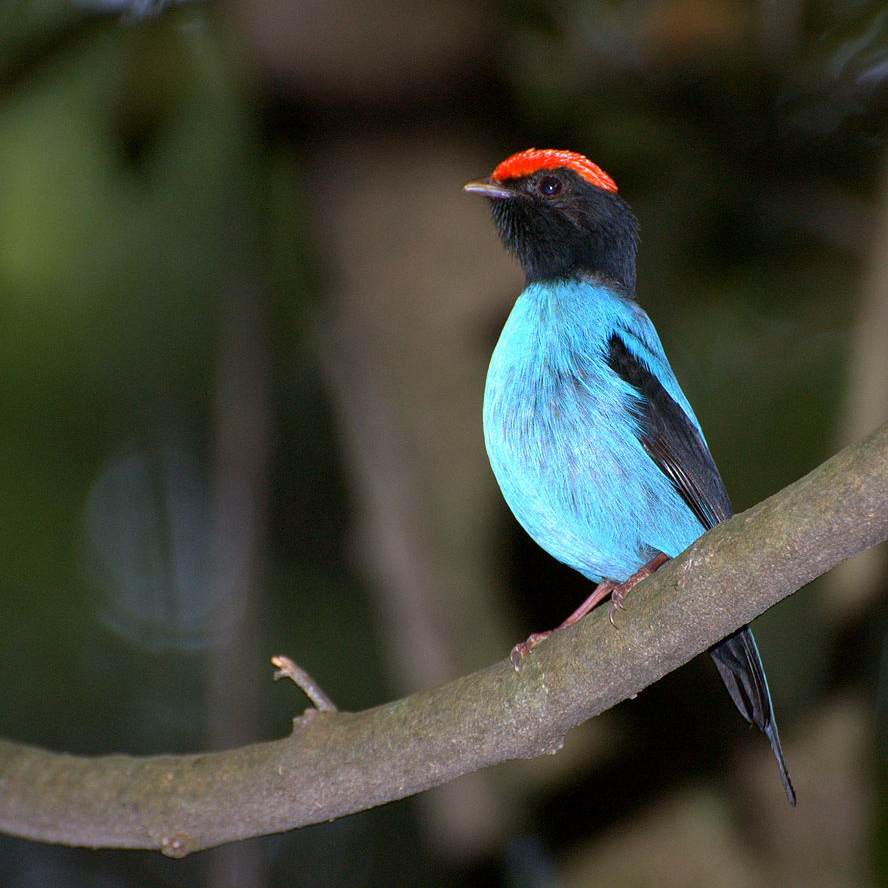
Tangará-dançarino (Chiroxiphia caudata)

Localizada as margens do rio Tietê próxima a cidade de São Paulo, a vila de Santana de Parnaíba foi fundada em 1580 por Susana Dias, neta do cacique Tibiriçá, juntamente com seu filho, Capitão André Fernandes.
A cidade possui nos dias atuais 5.409 ha de cobertura vegetal correspondendo a 30,22% da área do município. Santana de Parnaíba faz parte da Reserva da Biosfera do Cinturão Verde de São Paulo e da APA Várzea do Rio Tietê, abrigando diversas
áreas naturais protegidas, além da arborização urbana.
Estes ecossistemas abrigam uma fauna diversificada. Em estudo realizado em 2012 foram identificadas 222 espécies de aves, distribuídas em 64 famílias e 24 ordens, nas áreas urbana e rural do município.
No ano de 2013, a cidade promoveu um concurso para a escolha da ave-símbolo do município, entre as espécies Tangará (Chiroxiphia caudata), Jacuaçu (Penelope obscura), Pica-pau-de-banda-branca (Dryocopus lineatus), Gavião-bombachinha (Harpagus diodon), Pavó (Pyroderus scutatus) e Mãe-da-lua (Nyctibius griseus), tendo sido escolhido o Tangará-dançarino.
Esta é a lista de aves de Santana de Parnaíba.
| Ordem            | Família           | Espécie                     | nome vulgar                      |                             |  |
| ---------------- | ----------------- | --------------------------- | -------------------------------- | --------------------------- |  |
| Tinamiformes     | Tinamidae         | Crypturellus obsoletus      | Inhambu-guaçu                    |                             |  |
| Tinamiformes     | Tinamidae         | Crypturellus tataupa        | Inhambu-xintã                    |                             |  |
| Anseriformes     | Anatidae          | Dendrocygna viduata         | Irerê                            |                             |  |
| Anseriformes     | Anatidae          | Dendrocygna autumnalis      | Marreca-cabocla                  |                             |  |
| Anseriformes     | Anatidae          | Amazonetta brasiliensis     | Marreca-pé-vermelho              |                             |  |
| Anseriformes     | Anatidae          | Anas bahamensis             | Marreca-toicinho                 |                             |  |
| Galliformes      | Cracidae          | Penelope obscura            | Jacuguaçu                        |                             |  |
| Podicipediformes | Podicipedidae     | Tachybaptus dominicus       | Mergulhão-pequeno                |                             |  |
| Podicipediformes | Podicipedidae     | Podilymbus podiceps         | Mergulhão-caçador                |                             |  |
| Ciconiiformes    | Ciconiidae        | Mycteria americana          | Cabeça-seca                      |                             |  |
| Suliformes       | Phalacrocoracidae | Phalacrocorax brasilianus   | Biguá                            |                             |  |
| Suliformes       | Anhingidae        | Anhinga anhinga             | Biguatinga                       |                             |  |
| Pelecaniformes   | Ardeidae          | Tigrisoma lineatum          | Socó-boi                         |                             |  |
| Pelecaniformes   | Ardeidae          | Nycticorax nycticorax       | Socó-dorminhoco                  |                             |  |
| Pelecaniformes   | Ardeidae          | Butorides striata           | Socozinho                        |                             |  |
| Pelecaniformes   | Ardeidae          | Bubulcus ibis               | Garça-vaqueira                   |                             |  |
| Pelecaniformes   | Ardeidae          | Ardea cocoi                 | Garça-moura                      |                             |  |
| Pelecaniformes   | Ardeidae          | Ardea alba                  | Garça-branca-grande              |                             |  |
| Pelecaniformes   | Ardeidae          | Syrigma sibilatrix          | Maria-faceira                    |                             |  |
| Pelecaniformes   | Ardeidae          | Egretta thula               | Garça-branca-pequena             |                             |  |
| Pelecaniformes   | Threskiornithidae | Mesembrinibis cayennensis   | Coró-coró                        |                             |  |
| Pelecaniformes   | Threskiornithidae | Platalea ajaja              | Colhereiro                       |                             |  |
| Cathartiformes   | Cathartidae       | Cathartes aura              | Urubu-de-cabeça-vermelha         |                             |  |
| Cathartiformes   | Cathartidae       | Coragyps atratus            | Urubu                            |                             |  |
| Accipitriformes  | Pandionidae       | Pandion haliaetus           | Águia-pesadora                   |                             |  |
| Accipitriformes  | Accipitridae      | Leptodon cayanensis         | Gavião-gato                      |                             |  |
| Accipitriformes  | Accipitridae      | Elanus leucurus             | Gavião-peneira                   |                             |  |
| Accipitriformes  | Accipitridae      | Harpagus diodon             | Gavião-bombachinha               |                             |  |
| Accipitriformes  | Accipitridae      | Accipiter striatus          | Tauató-miúdo                     |                             |  |
| Accipitriformes  | Accipitridae      | Spizaetus tyrannus          | Gavião-pega-macaco               |                             |  |
| Accipitriformes  | Accipitridae      | Ictinia plumbea             | Sovi                             |                             |  |
| Accipitriformes  | Accipitridae      | Rostrhamus sociabilis       | Gavião-caramujeiro               |                             |  |
| Accipitriformes  | Accipitridae      | Heterospizias meridionalis  | Gavião-caboclo                   |                             |  |
| Accipitriformes  | Accipitridae      | Harpyhaliaetus coronatus    | Águia-cinzenta                   |                             |  |
| Accipitriformes  | Accipitridae      | Rupornis magnirostris       | Gavião-carijó                    |                             |  |
| Accipitriformes  | Accipitridae      | Geranoaetus albicaudatus    | Gavião-de-rabo-branco            |                             |  |
| Accipitriformes  | Accipitridae      | Buteo brachyurus            | Gavião-de-cauda-curta            |                             |  |
| Falconiformes    | Falconidae        | Caracara plancus            | Carcará                          |                             |  |
| Falconiformes    | Falconidae        | Milvago chimachima          | Carrapateiro                     |                             |  |
| Falconiformes    | Falconidae        | Falco sparverius            | Quiriquiri                       |                             |  |
| Falconiformes    | Falconidae        | Falco femoralis             | Falcão-de-coleira                |                             |  |
| Gruiformes       | Aramidae          | Aramus guarauna             | Carão                            |                             |  |
| Gruiformes       | Rallidae          | Aramides saracura           | Saracura-do-mato                 |                             |  |
| Gruiformes       | Rallidae          | Pardirallus nigricans       | Saracura-sanã                    |                             |  |
| Gruiformes       | Rallidae          | Gallinula galeata           | Galinha-d’água                   |                             |  |
| Cariamiformes    | Cariamidae        | Cariama cristata            | Seriema                          |                             |  |
| Charadriiformes  | Charadriidae      | Vanellus chilensis          | Quero-quero                      |                             |  |
| Charadriiformes  | Recurvirostridae  | Himantopus melanurus        | Pernilongo-de-costas-brancas     |                             |  |
| Charadriiformes  | Scolopacidae      | Tringa solitaria            | Maçarico-solitário               |                             |  |
| Charadriiformes  | Jacanidae         | Jacana jacana               | Jaçanã                           |                             |  |
| Charadriiformes  | Rynchopidae       | Rynchops niger              | Talha-mar                        |                             |  |
| Columbiformes    | Columbidae        | Columbina talpacoti         | Rolinha                          |                             |  |
| Columbiformes    | Columbidae        | Columba livia               | Pombo-doméstico                  |                             |  |
| Columbiformes    | Columbidae        | Patagioenas picazuro        | Asa-branca                       |                             |  |
| Columbiformes    | Columbidae        | Patagioenas cayennensis     | Pomba-galega                     |                             |  |
| Columbiformes    | Columbidae        | Patagioenas plumbea         | Pomba-amargosa                   |                             |  |
| Columbiformes    | Columbidae        | Zenaida auriculata          | Avoante                          |                             |  |
| Columbiformes    | Columbidae        | Leptotila verreauxi         | Juriti-pupu                      |                             |  |
| Columbiformes    | Columbidae        | Leptotila rufaxilla         | Juriti-de-testa-branca           |                             |  |
| Psittaciformes   | Psittacidae       | Aratinga leucophthalma      | Periquitão-maracanã              |                             |  |
| Psittaciformes   | Psittacidae       | Pyrrhura frontalis          | Tiriba                           |                             |  |
| Psittaciformes   | Psittacidae       | Forpus xanthopterygius      | Tuim                             |                             |  |
| Psittaciformes   | Psittacidae       | Brotogeris tirica           | Periquito-verde                  |                             |  |
| Psittaciformes   | Psittacidae       | Pionus maximiliani          | Maitaca                          |                             |  |
| Psittaciformes   | Psittacidae       | Amazona aestiva             | Papagaio                         |                             |  |
| Cuculiformes     | Cuculidae         | Piaya cayana                | Alma-de-gato                     |                             |  |
| Cuculiformes     | Cuculidae         | Crotophaga ani              | Anu-preto                        |                             |  |
| Cuculiformes     | Cuculidae         | Guira guira                 | Anu-branco                       |                             |  |
| Cuculiformes     | Cuculidae         | Tapera naevia               | Saci                             |                             |  |
| Strigiformes     | Tytonidae         | Tyto alba                   | Coruja-das-torres                |                             |  |
| Strigiformes     | Strigidae         | Megascops choliba           | Corujinha-do-mato                |                             |  |
| Strigiformes     | Strigidae         | Megascops atricapilla       | Corujinha-sapo                   |                             |  |
| Strigiformes     | Strigidae         | Athene cunicularia          | Coruja-buraqueira                |                             |  |
| Strigiformes     | Strigidae         | Asio clamator               | Coruja-orelhuda                  |                             |  |
| Caprimulgiformes | Nyctibiidae       | Nyctibius griseus           | Urutau-comum                     | [ 29 ]                      |  |
| Caprimulgiformes | Caprimulgidae     | Hydropsalis albicollis      | Bacurau                          |                             |  |
| Apodiformes      | Apodidae          | Streptoprocne zonaris       | Taperuçu-de-coleira-branca       |                             |  |
| Apodiformes      | Apodidae          | Chaetura meridionalis       | Andorinha-do-temporal            |                             |  |
| Apodiformes      | Trochilidae       | Phaethornis pretrei         | Rabo-branco-acanelado            |                             |  |
| Apodiformes      | Trochilidae       | Phaethornis eurynome        | Rabo-branco-de-garganta-rajada   |                             |  |
| Apodiformes      | Trochilidae       | Eupetomena macroura         | Beija-flor-tesoura               |                             |  |
| Apodiformes      | Trochilidae       | Florisuga fusca             | Beija-flor-preto                 |                             |  |
| Apodiformes      | Trochilidae       | Colibri serrirostris        | Beija-flor-de-orelha-violeta     |                             |  |
| Apodiformes      | Trochilidae       | Chlorostilbon lucidus       | Besourinho-de-bico-vermelho      |                             |  |
| Apodiformes      | Trochilidae       | Thalurania glaucopis        | Beija-flor-de-fronte-violeta     |                             |  |
| Apodiformes      | Trochilidae       | Hylocharis cyanus           | Beija-flor-roxo                  |                             |  |
| Apodiformes      | Trochilidae       | Hylocharis chrysura         | Beija-flor-dourado               |                             |  |
| Apodiformes      | Trochilidae       | Leucochloris albicollis     | Beija-flor-papo-branco           |                             |  |
| Apodiformes      | Trochilidae       | Amazilia versicolor         | Beija-flor-de-banda-branca       |                             |  |
| Apodiformes      | Trochilidae       | Amazilia lactea             | Beija-flor-de-peito-azul         |                             |  |
| Apodiformes      | Trochilidae       | Heliomaster squamosus       | Bico-reto-de-banda-branca        |                             |  |
| Apodiformes      | Trochilidae       | Calliphlox amethystina      | Estrelinha-ametista              |                             |  |
| Trogoniformes    | Trogonidae        | Trogon surrucura            | Surucuá-variado                  |                             |  |
| Coraciiformes    | Alcedinidae       | Megaceryle torquatus        | Martim-pescador-grande           |                             |  |
| Coraciiformes    | Alcedinidae       | Chloroceryle amazona        | Martim-pescador-verde            |                             |  |
| Coraciiformes    | Alcedinidae       | Chloroceryle americana      | Martim-pescador-pequeno          |                             |  |
| Galbuliformes    | Bucconidae        | Malacoptila striata         | Barbudo-rajado                   |                             |  |
| Piciformes       | Ramphastidae      | Ramphastos toco             | Tucanuçu                         |                             |  |
| Piciformes       | Ramphastidae      | Ramphastos dicolorus        | Tucano-de-bico-verde             |                             |  |
| Piciformes       | Picidae           | Picumnus cirratus           | Picapauzinho-barrado             |                             |  |
| Piciformes       | Picidae           | Picumnus temminckii         | Picapauzinho-de-coleira          |                             |  |
| Piciformes       | Picidae           | Melanerpes candidus         | Pica-pau-branco                  |                             |  |
| Piciformes       | Picidae           | Melanerpes flavifrons       | Benedito-de-testa-amarela        |                             |  |
| Piciformes       | Picidae           | Veniliornis spilogaster     | Picapauzinho-verde-carijó        |                             |  |
| Piciformes       | Picidae           | Piculus aurulentus          | Pica-pau-dourado                 |                             |  |
| Piciformes       | Picidae           | Colaptes melanochloros      | Pica-pau-verde-barrado           |                             |  |
| Piciformes       | Picidae           | Colaptes campestris         | Pica-pau-do-campo                |                             |  |
| Piciformes       | Picidae           | Celeus flavescens           | Pica-pau-de-cabeça-amarela       |                             |  |
| Piciformes       | Picidae           | Dryocopus lineatus          | Pica-pau-de-banda-branca         |                             |  |
| Passeriformes    | Thamnophilidae    | Myrmeciza squamosa          | Papa-formiga-de-grota            |                             |  |
| Passeriformes    | Thamnophilidae    | Dysithamnus mentalis        | Choquinha-lisa                   |                             |  |
| Passeriformes    | Thamnophilidae    | Thamnophilus ruficapillus   | Choca-de-chapéu-vermelho         |                             |  |
| Passeriformes    | Thamnophilidae    | Thamnophilus caerulescens   | Choca-da-mata                    |                             |  |
| Passeriformes    | Thamnophilidae    | Mackenziaena severa         | Borralhara                       |                             |  |
| Passeriformes    | Thamnophilidae    | Pyriglena leucoptera        | Papa-taoca-do-sul                |                             |  |
| Passeriformes    | Thamnophilidae    | Drymophila malura           | Choquinha-carijó                 |                             |  |
| Passeriformes    | Conopophagidae    | Conopophaga lineata         | Chupa-dente                      |                             |  |
| Passeriformes    | Grallariidae      | Grallaria varia             | Tovacuçu-malhado                 | [ 41 ]                      |  |
| Passeriformes    | Rhinocryptidae    | Eleoscytalopus indigoticus  | Macuquinho                       | [ 42 ]                      |  |
| Passeriformes    | Furnariidae       | Sclerurus Swainson          | Vira-folha-de-peito-vermelho     | [ 43 ]                      |  |
| Passeriformes    | Dendrocolaptidae  | Sittasomus griseicapillus   | Arapaçu-verde                    |                             |  |
| Passeriformes    | Dendrocolaptidae  | Xiphorhynchus fuscus        | Arapaçu-rajado-do-nordeste       |                             |  |
| Passeriformes    | Dendrocolaptidae  | Xiphocolaptes albicollis    | Arapaçu-de-garganta-branca       |                             |  |
| Passeriformes    | Dendrocolaptidae  | Xenops rutilans             | Bico-virado-carijó               |                             |  |
| Passeriformes    | Dendrocolaptidae  | Furnarius rufus             | João-de-barro                    |                             |  |
| Passeriformes    | Dendrocolaptidae  | Lochmias nematura           | João-porca                       |                             |  |
| Passeriformes    | Dendrocolaptidae  | Automolus leucophthalmus    | Barranqueiro-de-olho-branco      |                             |  |
| Passeriformes    | Dendrocolaptidae  | Philydor atricapillus       | Limpa-folha-coroado              |                             |  |
| Passeriformes    | Dendrocolaptidae  | Certhiaxis cinnamomeus      | Curutié                          |                             |  |
| Passeriformes    | Dendrocolaptidae  | Synallaxis ruficapilla      | Pichororé                        |                             |  |
| Passeriformes    | Dendrocolaptidae  | Synallaxis spixi            | João-teneném                     |                             |  |
| Passeriformes    | Dendrocolaptidae  | Cranioleuca pallida         | Arredio-pálido                   |                             |  |
| Passeriformes    | Pipridae          | Manacus manacus             | Rendeira                         |                             |  |
| Passeriformes    | Pipridae          | Chiroxiphia caudata         | Tangará                          |                             |  |
| Passeriformes    | Tityridae         | Schiffornis virescens       | Flautim                          |                             |  |
| Passeriformes    | Tityridae         | Tityra cayana               | Anambé-branco-de-rabo-preto      |                             |  |
| Passeriformes    | Tityridae         | Pachyramphus polychopterus  | Caneleiro-preto                  |                             |  |
| Passeriformes    | Tityridae         | Pachyramphus validus        | Caneleiro-de-chapéu-preto        |                             |  |
| Passeriformes    | Cotingidae        | Procnias nudicollis         | Araponga-comum                   |                             |  |
| Passeriformes    | Cotingidae        | Pyroderus scutatus          | Pavó                             |                             |  |
| Passeriformes    | Incertae sedis    | Platyrinchus mystaceus      | Patinho                          | [ 49 ]                      |  |
| Passeriformes    | Rhynchocyclidae   | Mionectes rufiventris       | Abre-asa-de-cabeça-cinza         |                             |  |
| Passeriformes    | Rhynchocyclidae   | Leptopogon amaurocephalus   | Cabeçudo                         |                             |  |
| Passeriformes    | Rhynchocyclidae   | Tolmomyias sulphurescens    | Bico-chato-de-orelha-preta       |                             |  |
| Passeriformes    | Rhynchocyclidae   | Todirostrum cinereum        | Ferreirinho-relógio              |                             |  |
| Passeriformes    | Rhynchocyclidae   | Poecilotriccus plumbeiceps  | Tororó                           |                             |  |
| Passeriformes    | Rhynchocyclidae   | Myiornis auricularis        | Miudinho                         |                             |  |
| Passeriformes    | Tyrannidae        | Hirundinea ferruginea       | Gibão-de-couro                   |                             |  |
| Passeriformes    | Tyrannidae        | Camptostoma obsoletum       | Risadinha                        |                             |  |
| Passeriformes    | Tyrannidae        | Elaenia flavogaster         | Guaracava-de-barriga-amarela     | [ 50 ]                      |  |
| Passeriformes    | Tyrannidae        | Elaenia parvirostris        | Guaracava-de-bico-curto          |                             |  |
| Passeriformes    | Tyrannidae        | Phyllomyias virescens       | Piolhinho-verdoso                | [ 51 ]                      |  |
| Passeriformes    | Tyrannidae        | Phyllomyias fasciatus       | Piolhinho                        |                             |  |
| Passeriformes    | Tyrannidae        | Mecocerculus leucophrys     | Alegrinho-de-garganta-branca     |                             |  |
| Passeriformes    | Tyrannidae        | Serpophaga subcristata      | Alegrinho                        |                             |  |
| Passeriformes    | Tyrannidae        | Legatus leucophaius         | Bem-te-vi-pequeno                |                             |  |
| Passeriformes    | Tyrannidae        | Myiarchus swainsoni         | Irré                             |                             |  |
| Passeriformes    | Tyrannidae        | Myiarchus ferox             | Maria-cavaleira                  |                             |  |
| Passeriformes    | Tyrannidae        | Pitangus sulphuratus        | Bem-te-vi                        |                             |  |
| Passeriformes    | Tyrannidae        | Machetornis rixosa          | Suiriri-cavaleiro                |                             |  |
| Passeriformes    | Tyrannidae        | Myiodynastes maculatus      | Bem-te-vi-rajado                 |                             |  |
| Passeriformes    | Tyrannidae        | Megarynchus pitangua        | Neinei                           |                             |  |
| Passeriformes    | Tyrannidae        | Myiozetetes similis         | Bentevizinho-de-penacho-vermelho | [ 52 ]                      |  |
| Passeriformes    | Tyrannidae        | Tyrannus melancholicus      | Suiriri                          | [ 53 ]                      |  |
| Passeriformes    | Tyrannidae        | Tyrannus savana             | Tesourinha                       |                             |  |
| Passeriformes    | Tyrannidae        | Empidonomus varius          | Peitica                          |                             |  |
| Passeriformes    | Tyrannidae        | Myiophobus fasciatus        | Filipe                           |                             |  |
| Passeriformes    | Tyrannidae        | Fluvicola nengeta           | Lavadeira-mascarada              |                             |  |
| Passeriformes    | Tyrannidae        | Lathrotriccus euleri        | Enferrujado                      | [ 54 ]                      |  |
| Passeriformes    | Tyrannidae        | Knipolegus cyanirostris     | Maria-preta-de-bico-azulado      |                             |  |
| Passeriformes    | Tyrannidae        | Knipolegus lophotes         | Maria-preta-de-penacho           |                             |  |
| Passeriformes    | Tyrannidae        | Xolmis velatus              | Pombinha-das-almas               | [ 55 ]                      |  |
| Passeriformes    | Vireonidae        | Cyclarhis gujanensis        | Pitiguari                        | [ 56 ]                      |  |
| Passeriformes    | Vireonidae        | Vireo olivaceus             | Juruviara                        | [ 57 ]                      |  |
| Passeriformes    | Corvidae          | Cyanocorax cristatellus     | Gralha-do-campo                  |                             |  |
| Passeriformes    | Hirundinidae      | Pygochelidon cyanoleuca     | Andorinha-pequena-de-casa        | [ 58 ]                      |  |
| Passeriformes    | Hirundinidae      | Stelgidopteryx ruficollis   | Andorinha-serradora              | [ 59 ] [ 60 ]               |  |
| Passeriformes    | Hirundinidae      | Progne tapera               | Andorinha-do-campo               | [ 61 ]                      |  |
| Passeriformes    | Hirundinidae      | Progne chalybea             | Andorinha-doméstica-grande       | [ 62 ] [ 63 ]               |  |
| Passeriformes    | Troglodytidae     | Troglodytes musculus        | Corruíra                         | [ 64 ] [ 65 ]               |  |
| Passeriformes    | Turdidae          | Turdus rufiventris          | Sabiá-laranjeira                 | [ 66 ] [ 67 ] [ 68 ]        |  |
| Passeriformes    | Turdidae          | Turdus leucomelas           | Sabiá-do-barranco                |                             |  |
| Passeriformes    | Turdidae          | Turdus amaurochalinus       | Sabiá-poca                       | [ 69 ]                      |  |
| Passeriformes    | Turdidae          | Turdus albicollis           | Sabiá-coleira                    | [ 70 ]                      |  |
| Passeriformes    | Mimidae           | Mimus saturninus            | Sabiá-do-campo                   |                             |  |
| Passeriformes    | Motacillidae      | Anthus lutescens            | Caminheiro-zumbidor              |                             |  |
| Passeriformes    | Coerebidae        | Coereba flaveola            | Cambacica                        |                             |  |
| Passeriformes    | Thraupidae        | Saltator similis            | Trinca-ferro-verdadeiro          |                             |  |
| Passeriformes    | Thraupidae        | Thlypopsis sordida          | Saíra-canário                    | [ 71 ]                      |  |
| Passeriformes    | Thraupidae        | Tachyphonus coronatus       | Tiê-preto                        | [ 72 ]                      |  |
| Passeriformes    | Thraupidae        | Lanio melanops              | Tiê-de-topete                    | [ 73 ]                      |  |
| Passeriformes    | Thraupidae        | Tangara sayaca              | Sanhaço-cinzento                 |                             |  |
| Passeriformes    | Thraupidae        | Tangara palmarum            | Sanhaço-do-coqueiro              | [ 74 ] [ 75 ] [ 76 ]        |  |
| Passeriformes    | Thraupidae        | Tangara cayana              | Saíra-amarela                    |                             |  |
| Passeriformes    | Thraupidae        | Pipraeidea melanonota       | Saíra-viúva                      | [ 77 ] [ 78 ]               |  |
| Passeriformes    | Thraupidae        | Tersina viridis             | Saí-andorinha                    |                             |  |
| Passeriformes    | Thraupidae        | Dacnis cayana               | Saí-azul                         |                             |  |
| Passeriformes    | Thraupidae        | Conirostrum speciosum       | Figuinha-de-rabo-castanho        |                             |  |
| Passeriformes    | Emberizidae       | Zonotrichia capensis        | Tico-tico                        | [ 79 ] [ 80 ] [ 81 ]        |  |
| Passeriformes    | Emberizidae       | Ammodramus humeralis        | Tico-tico-do-campo               | [ 82 ]                      |  |
| Passeriformes    | Emberizidae       | Haplospiza unicolor         | Cigarra-bambu                    | [ 83 ]                      |  |
| Passeriformes    | Emberizidae       | Volatinia jacarina          | Tiziu                            |                             |  |
| Passeriformes    | Emberizidae       | Sporophila frontalis        | Pixoxó                           |                             |  |
| Passeriformes    | Emberizidae       | Sporophila falcirostris     | Cigarra-verdadeira               |                             |  |
| Passeriformes    | Emberizidae       | Sporophila lineola          | Bigodinho                        |                             |  |
| Passeriformes    | Emberizidae       | Sporophila nigricollis      | Papa-capim-capuchinho            |                             |  |
| Passeriformes    | Emberizidae       | Sporophila caerulescens     | Coleirinha                       | [ 84 ] [ 85 ]               |  |
| Passeriformes    | Emberizidae       | Sporophila leucoptera       | Chorão                           |                             |  |
| Passeriformes    | Cardinalidae      | Habia rubica                | Tiê-de-bando                     | [ 86 ] [ 87 ] [ 88 ] [ 89 ] |  |
| Passeriformes    | Parulidae         | Parula pitiayumi            | Mariquita                        |                             |  |
| Passeriformes    | Parulidae         | Geothlypis aequinoctialis   | Pia-cobra                        |                             |  |
| Passeriformes    | Parulidae         | Basileuterus culicivorus    | Pula-pula                        | [ 90 ]                      |  |
| Passeriformes    | Parulidae         | Basileuterus hypoleucus     | Pula-pula-de-barriga-branca      |                             |  |
| Passeriformes    | Parulidae         | Basileuterus leucoblepharus | Pula-pula-assobiador             |                             |  |
| Passeriformes    | Icteridae         | Chrysomus ruficapillus      | Garibaldi                        |                             |  |
| Passeriformes    | Icteridae         | Pseudoleistes guirahuro     | Pássaro-preto-soldado            | [ 91 ]                      |  |
| Passeriformes    | Icteridae         | Molothrus bonariensis       | Chupim                           |                             |  |
| Passeriformes    | Fringillidae      | Sporagra magellanica        | Pintassilgo-de-cabeça-preta      |                             |  |
| Passeriformes    | Fringillidae      | Euphonia chlorotica         | Fim-fim                          |                             |  |
| Passeriformes    | Fringillidae      | Euphonia violacea           | Gaturamo-verdadeiro              |                             |  |
| Passeriformes    | Estrildidae       | Estrilda astrild            | Bico-de-lacre-comum              | [ 92 ] [ 93 ] [ 94 ]        |  |
| Passeriformes    | Passeridae        | Passer domesticus           | Pardal-doméstico                 | [ 95 ] [ 96 ]               |  |